# Pierre Louÿs
Pierre Louÿs (născut Pierre Félix Louis, n. 10 decembrie 1870 - d. 6 iunie 1925) a fost un scriitor francez.
A mai fost cunoscut și sub numele Pierre Chrysis, Peter Lewys și Chibrac.
Estet rafinat, s-a format sub influența parnasianismului și a simbolismului.
Opera sa este dominată de tema erosului păgân, sublimat ca valoare estetică, ca ideal al clasicismului elin, și de cultul perfecționării formale.
A tratat și teme tabu ca lesbianismul.
Versurile sale sunt caracterizate prin somptuozitatea și precizia descrierilor de peisaje.
A scris romane de inspirație antică de mare rafinament estetic și atmosferă galantă.
A purtat o intensă corespondență pe teme estetice cu Paul Valéry și a scris și un jurnal personal.
A fost editor al revistei simboliste La conque.

## Scrieri
- 1891: Astarté
- 1894: Les chansons de Bilitis ("Cântecele lui Bilitis")
- 1896: Aphrodite ("Afrodita")
- 1898: La femme et le pantin ("Femeia și paiața")
- 1901: Les aventures du roi Pausole ("Aventurile regelui Pausole")
- 1925: Le crépuscule des nymphes ("Amurgul nimfelor").